# 三科喜代
三科 喜代（みしな きよ、1972年 - ）は、日本の女優。

## 人物
東京都世田谷区出身。中学コーラス部高校美術部に在籍。初舞台は世田谷区立北沢保育園の「手ぶくろをかいに」リス役。プロとしての初舞台はホリプロお笑い演劇集団「見よう見まねのウルトラC」シブヤBEAMホール。その舞台をみたホリプロの人からコントの才能を見初められイジリー岡田の相方としてホリプロお笑いライブに出演する。その後バカルディライブで三村マサカズの妹役でライブに二回出演。退社後、初めて小劇場の舞台に出た時にさまぁ〜ずから開店祝いのような大きなお祝いの花を頂く。吉本興業massjackshowメンバーとして活動。後にフリーの役者に。遊園地再生事業団演出宮沢章夫「ニュータウン入口」や矢内原美邦「桜の園」などブラジル「yesterday」が代表作。2012年自身の演劇ユニットfebruarypowdersnow旗揚げ。作演出主宰担当。現在は株式会社エコーズに所属。

## 出演作品

### 舞台
- 『見よう見まねのウルトラC」
- 「男根」
- 「BANGARE」
- 「ケチャップリンコピー」
- 『バカルディライブ」
- 『ホリプロお笑いライブ」
- 「デジホラ」
- 「天空轟く口三味線」
- 「アチャラカ浅草編」
- 吉本新喜劇  「.生きてて良かった劇場」
- 「メタリック農家 「食」 .「箱」
- 『遊園地再生事業団「ニュータウン入口」
- 遊園地再生事業団ラボ公演「バルコニーの夕べ」
- チェリーブロッサムハイスクール「愛妻は荒野が目指す」
- 「友達が全員死んだ」
- ブルドッキングヘッドロック７作品
- 「亀の気配」.「とぐろ」「とける」「役に立たないオマエ」「ケモノミチ」「女々しくて」「不確かな怪物」
- 矢内原美邦作演出「桜の園」
- 矢内原美邦作演出一人芝居「家は南に傾き太陽に向かって最も北から遠い」
- ブラジル「yesterday」「行方不明」演出助手
- 吾妻橋ダンスクロッシング
- ドリルチョコレートキコ「世田谷童貞機構」INGEL「鮫に喰われた娘」
- アジア舞台芸術祭2013.2014
- 日本劇作家大会「青木さん家のシェイクスピア」
- februarypowdersnow「僕のギターを爪弾いて」「ループするハイハット」
- ままごと「あたらしい憲法のはなし」
- チャリT企画 「1995」
- laboratoria「LABORATORY A」
- ごはん部ごはんと祭

他多数出演

### 映画
- 『ババア☆ゾーン』（監督山口雄大)
- 「そうして私たちは金魚をプールに」
- 『舞妓haaan』（監督　水田伸生)
- スペイン映画「themapoftokyo」

### テレビ
- CX 「愛の風」レギュラー出演
- CX「恋はフレンチそれともイタリアン」
- CX「素敵な片思い」
- 「神様もう少しだけ」
- TBS「十年愛」
- NHKBS2『夜にワイドショー』
- テレビ朝日「テレビの裏側全部見せます」
- テレビ朝日「炎のチャレンジャー」
- 日本テレビ「バラ色の珍生」

他多数出演

### CM
- Softbank ホークスおめでとう編

### DVD
- すべらない怖い話 監督 寺内康太郎